# Tenebrio punctipennis
Espèce
Tenebrio punctipennis est une espèce d'insectes de l'ordre des coléoptères et de la famille des ténébrionidés.